# Friedrich Christian Struve
Friedrich Christian Struve (* 12. Juli 1717 in Prenzlau; † 21. Juli 1780 in Kiel) war ein deutscher Mediziner und Hochschullehrer.

## Leben

### Familie
Friedrich Christian Struve war ein Sohn von Ernst Gotthold Struve Königlich-Preußischer Landphysikus der Kreise Uckermark und Stolp in Prenzlau, und dessen Ehefrau Dorothea Elisabeth († 17. November 1758 in Prenzlau), einer Tochter des Bürgermeisters der Stadt Brandenburg Konrad Ludwig Berchelmann. Von seinen Geschwistern ist namentlich bekannt:
- Ernst Gotthold Struve, späterer Leibarzt von Elisabeth, Kaiserin von Russland.

Sein Großvater war der Jurist Georg Adam Struve und seine Onkel waren Friedrich Gottlieb Struve, Hochschullehrer an der Universität Kiel und der Polyhistor und Bibliothekar Burkhard Gotthelf Struve.
Er war verheiratet mit Christina (geb. Franck); gemeinsam hatten sie einen Sohn und zwei Töchter.

### Werdegang
1739 begann Friedrich Christian Struve ein Medizinstudium bei Friedrich Hoffmann an der Universität Halle und promovierte dort zum Dr. med.
1747 erhielt er eine Anstellung als außerordentlicher Professor für Medizin an der Medizinischen Fakultät der Universität Kiel und hielte seine Antrittsrede Oratio inauguralis de vanitate remediorum pretiosorum; drei Jahre später wurde er 1750 zum ordentlichen Professor für Medizin berufen; bis zu seinem Tod blieb er in diesem Lehramt. In dieser Zeit war er jeweils für ein Jahr 1754, 1758, 1762, 1766 und 1772 Prorektor der Universität und wurde 1770 zum ersten Quästor der Universität ernannt.

## Schriften (Auswahl)
- Dissertatio Inavgvralis Medica De Inediæ Noxa Atqve Vtilitate. Halle 1739.
- Oratio inauguralis de vanitate remediorum pretiosorum. Kiel 1747.
- Friedrich Christian Struve; Carl Wilhelm Friedrich Struve; Johannes Gottfried Regemann; Gottfried Friedrich Bartsch: Dispvtatio Medica De Acido Hypochondriacorvm. Kiel 1750.
- Dissertation matutina alvi excretione sanitatis praefidio. Kiel 1756.[2]
- Dissertation de purpura alba et rubra. Kiel 1774.